# رامیرنو (تگزاس)
رامیرنو (به انگلیسی: Ramireno) یک منطقهٔ مسکونی در ایالات متحده آمریکا است که در تگزاس واقع شده‌است. رامیرنو ۳۵ نفر جمعیت دارد.